# Karl Walden

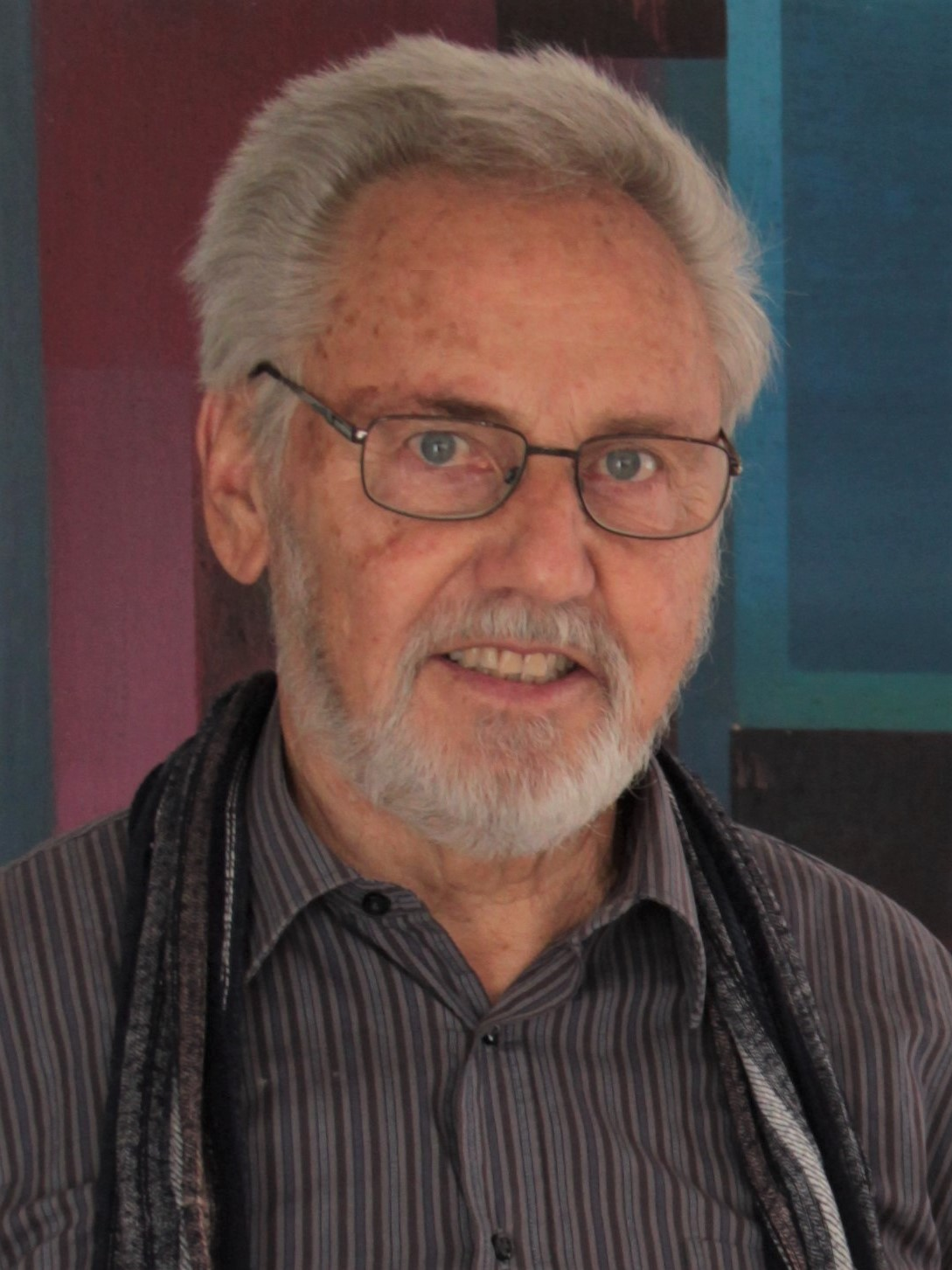
Karl Walden

Karl Walden (* 18. Juli 1945 in Blatten bei Naters, Kanton Wallis) ist ein Schweizer Künstler.

## Leben
Karl Walden wurde als fünftes von sieben Kindern der Familie Marius und Maria Walden-Wyssen in Blatten bei Naters geboren. Naters ist bis heute sein Wohn- und Arbeitsort. Eine erste Hinführung zum Zeichnen und Malen erfuhr Karl Walden an der Realschule am «Kollegium Spiritus Sanctus» in Brig durch Hans Loretan. Von 1962 bis 1966 absolvierte er eine Ausbildung zum Buchdrucker. Ein Stipendium des Kantons Wallis ermöglichte ihm von 1969 bis 1973 während acht Semestern das Studium an der Kunstgewerbeschule in Bern. Zu seinen Lehrern zählten G. Keller, Hans Schwarzenbach, Simon Fuhrer und A. Grieb.
Von 1973 bis 2004 unterrichtete Karl Walden das Fach Bildnerisches Gestalten an der Orientierungsschule in Naters. Während dieser Zeit führten in mehrere Studienreisen ins In- und Ausland. Walden ist als Kursleiter tätig in Aquarell-, Acryl- und Ölmalerei.
Karl Walden ist verheiratet mit Anita Locher; das Paar hat eine Tochter und einen Sohn.

## Werk
Karl Waldens früheste Arbeiten waren vorwiegend zeichnerischer und graphischer Art, vielfach Holzschnitte. Später folgten gegenständliche Tusche- und Farbstiftzeichnungen. In dieser Schaffensphase entstanden zahlreiche Porträts. Von diesen zieht sich ein Bogen über die farbigen Landschaftsaquarelle und tonig gemalten Ölbilder in gegenständlicher Darstellungsweise bis zu den heutigen farbenfrohen mehrheitlich abstrakten Werken. Seit den 1990er Jahren widmet er sich auch der Aktzeichnung, doch sind diese Werke rar im Schaffen Waldens. Karl Walden schuf Illustrationen für Bücher und gestaltete als Auftragsarbeiten zahlreiche Plakate zu verschiedenen kulturellen Anlässen. In jüngster Vergangenheit gestaltete er Skulpturen aus Terrakotta und in Bronze. Er schuf Werke für den öffentlichen Raum, so z. B. für die Orientierungsschule Naters, das Seniorenzentrum Naters und für das Elektrizitätswerk Brig-Naters.
Er gestaltete die Fahnen der Burgerschaft Naters, des Jakobsvereins Naters, Mund und Birgisch, des SVKT Frauensportvereins Dorothea Naters. Für den Tambouren- und Pfeiferverein Naters gestaltete er die Uniform und die Fahne.

## Veröffentlichungen als Illustrator (Auswahl)
- Wilfried Hilgert: Lebensbilder. Gedichte. Verlag Fr. Fiedler, Bad Kreuznach 1986, ISBN 3-924824-33-9.
- Bernhard Walker: «Zämurächu» – Spruchjini und Zellute. Rotten Verlag, Visp, ISBN 978-3-906118-56-7.
- Raymund Wirthner: «Also kommt der Abend doch.» Texte aus vier Jahrzehnten. Rotten Verlag, Brig 1989.
- div.: Raiffeisenbank Naters, 75 Jahre, 1920–1995. Buch- und Offsetdruck Naters AG, 1995
- Stefan Loretan: Kunst im Spitalzentrum Oberwallis Brig. Mengis Druck und Verlag AG, Visp 2005, S. 60–61.

### Interviews
- Interview mit Karl Walden, In der Malerei die Visionen einer positiven Welt verwirklichen… 26. Februar 2008
- Interview mit Karl Walden, Die Welt der Bilder - die Bilder der Welt. 29. Juli 2011 Text zum Interview 29. Juli 2011